# Patriarca de Occidente

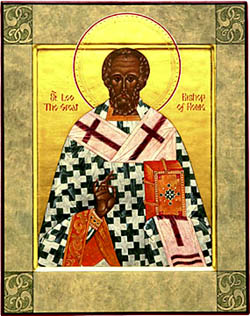
Icono bizantino del Papa León I (400–461), el primer Papa en ser llamado Patriarca de Occidente.

Patriarca de Occidente es, desde el 450, uno de los títulos oficiales del obispo de Roma, como patriarca y máxima autoridad de la Iglesia latina. El título dejó de aparecer entre los oficiales a partir de la publicación del Anuario Pontificio en el año 2006. En 2024, el papa Francisco restableció el título.

## Historia
El origen de la definición del patriarca de Occidente está ligado a la desintegración del antiguo sistema basado en las tres sedes petrinas de Roma, Antioquía (ambos fundados por San Pedro) y Alejandría (fundada por San Marcos, el discípulo de Pedro) y la constitución, con el Primer Concilio de Constantinopla en 381 y el Concilio de Calcedonia en 451 y a pesar de la oposición papal, de la nueva Pentarquía, con la elevación del Patriarcado de Constantinopla (fundado por San Andres) y Jerusalén (fundado por Santiago el Menor. En este sistema, con la excepción de Roma, los otros cuatro patriarcados cayeron bajo la autoridad del Imperio Bizantino y llegaron a conformarse como entidades territorialmente bien definidas. Roma, por otro lado, se convirtió en la sede con autoridad sobre los territorios del Imperio Romano Occidental. 
En el año 450, el emperador bizantino Teodosio II se dirigió así mismo en una carta al Papa León I, mencionándolo como un patriarca explícitamente para Occidente (esta es la primera mención de un Papa en esta capacidad). Cuando el Imperio Romano Occidental colapsó en 476 y Justiniano I amplió la legislación oriental sobre Roma con la Pragmática Sanción de 554, el sistema eclesiástico imperial de la Pentarquía fue aplicado completamente. En 642, mientras los emperadores bizantinos también imponían a los papas el apoyo al miafisismo, el papa Teodoro I asumió formalmente por primera vez el título de patriarca de Occidente.

## Renuncia
El 22 de marzo de 2006, el Vaticano emitió una declaración en la que explicaba la omisión del título del Anuario Pontificio por expresar una "realidad histórica y teológica" y por "ser útil para el diálogo ecuménico". El título de patriarca de Occidente simbolizaba la relación especial del Papa con la Iglesia latina y su jurisdicción sobre ella, y la omisión del título no simboliza de ninguna manera un cambio en esta relación ni distorsiona la relación entre la Santa Sede y las Iglesias orientales, como fue proclamado solemnemente en el Concilio Vaticano II.
El Pontificio Consejo para la Promoción de la Unidad de los Cristianos publicó una nota en marzo de ese mismo año donde se explicaba:

Desde el punto de vista histórico, los antiguos patriarcas de Oriente, fijados por los Concilios de Constantinopla (381) y de Calcedonia (451), se referían a un territorio claramente circunscrito, mientras que el territorio de la Sede del obispo de Roma no estaba bien definido. En Oriente, en el ámbito del sistema eclesiástico imperial de Justiniano (527-565), junto a los cuatro Patriarcados orientales (Constantinopla, Alejandría, Antioquía y Jerusalén), el papa era considerado patriarca de Occidente. Inversamente, Roma privilegió la idea de las tres sedes episcopales petrinas: Roma, Alejandría y Antioquía. Sin usar el título de "patriarca de Occidente", el IV Concilio de Constantinopla (869-70), el IV Concilio de Letrán (1215) y el Concilio de Florencia (1439), incluyeron al papa como el primero de los cinco patriarcas de entonces.

El título de "patriarca de Occidente" lo empleó en el año 642 el papa Teodoro I y tan sólo volvió a aparecer en los siglos XVI e XVII, debido a que los títulos del papa se multiplicaron. En el Anuario Pontificio apareció por primera vez en 1863.
Actualmente, el significado del término "Occidente" se enmarca en un contexto cultural que no se refiere únicamente a Europa Occidental, sino que se extiende desde Estados Unidos a Australia y Nueva Zelanda, diferenciándose de este modo de otros contextos culturales. Obviamente, este significado del término "Occidente" no pretende describir un territorio eclesiástico, ni puede ser empleado como definición de un territorio patriarcal. Si se quiere dar a este término un significado aplicable al lenguaje jurídico eclesial, se podría comprender sólo con referencia a la Iglesia latina. Por tanto, el título "patriarca de Occidente" describiría la especial relación del obispo de Roma con esta última, y podría expresar la jurisdicción particular del obispo de Roma para la Iglesia latina.

Como el título de "patriarca de Occidente" era poco claro desde el inicio, con el desarrollo de la historia se hizo obsoleto y prácticamente no utilizable. Por eso, no tiene sentido insistir en mantenerlo, sobre todo teniendo en cuenta que la Iglesia católica, con el Concilio Vaticano II, halló para la Iglesia latina en la forma de las Conferencias Episcopales y de sus reuniones internacionales de Conferencias Episcopales, el ordenamiento canónico adecuado a las necesidades actuales.
Pontificio Consejo para la Promoción de la Unidad de los Cristianos